# Черняк, Олег Игоревич
Олег Игоревич Черняк (10 августа 1981 — 6 мая 2009) — украинский шашист. Обладатель Кубка Украины по международным шашкам. Чемпион Украины 2004 года в составе клуба «Кадима»Мастер спорта Украины с 1996 года, мастер ФМЖД по шашкам-64 с 1996 года, мастер ФМЖД по шашкам-100 с 1999 года.
В 1996 году выиграл первенство мира среди юношей по шашкам-64 и по шашкам-100. В 1997 и 1998 гг. — чемпион мира по шашкам-100 среди юниоров до 19 лет. В 1996 чемпион мира по русским шашкам среди юниоров до 16 лет.
Трагически погиб в автокатастрофе.
Тренировал его Дмитрий Сергеевич Мариненко.